# A Better Place (film 2016)
A Better Place è un film del 2016 diretto da Dennis Ho.

## Trama
Jeremy Rollins è un giovane dotato di una strana capacità: se aggredito, egli è infatti in grado di far provare dolore alla persona più vicina al suo aggressore. Sua madre ha sempre fatto di tutto per limitare i suoi contatti con il mondo esterno temendo che possano catturarlo per sottoporlo ad indicibili esperimenti.
All'improvvisa morte della madre, Jeremy è costretto a confrontarsi con una città corrotta e ad affrontare la realtà di una società dura e crudele.

## Riconoscimenti
- 2015 - Hollywood Reel Independent Film Festival
  - Emerging Actor Spotlight
  - Miglior film indipendente
  - Nomination Best Picture
  - Nomination Feature Film
- 2016 - Accolade Competition
  - Award of Excellence per la miglior attrice
  - Award of Excellence per la miglior regia
  - Award of Excellence per il miglior film
  - Award of Merit Special Mention per il miglior montaggio
- 2016 - Los Angeles Movie Awards
  - Best Narrative Feature
- 2016 - Maverick Movie Awards
  - Nomination Miglior attore a Stephen Todt
  - Nomination Miglior fotografia
  - Nomination Miglior musica
  - Nomination Miglior attrice a Mary Ann Raemisch
  - Nomination Miglior attrice non protagonista a Kassi Crews
- 2016 - NYC Indie Film Awards
  - Miglior montaggio
- 2016 - Spirit Quest Film Festival
  - Menzione d'onore al miglior film
  - Premio della giuria per il miglior attore